# Chionachne
Chionachne är ett släkte av gräs. Chionachne ingår i familjen gräs.
Kladogram enligt Catalogue of Life:
| Chionachne | \| \| Chionachne biaurita \| \| \| \| \| \| Chionachne cyathopoda \| \| \| \| \| \| Chionachne gigantea \| \| \| \| \| \| Chionachne hubbardiana \| \| \| \| \| \| Chionachne javanica \| \| \| \| \| \| Chionachne macrophylla \| \| \| \| \| \| Chionachne massiei \| \| \| \| \| \| Chionachne massii \| \| \| \| \| \| Chionachne punctata \| \| \| \| \| \| Chionachne semiteres \| \| \| \| |
|            | \| \| Chionachne biaurita \| \| \| \| \| \| Chionachne cyathopoda \| \| \| \| \| \| Chionachne gigantea \| \| \| \| \| \| Chionachne hubbardiana \| \| \| \| \| \| Chionachne javanica \| \| \| \| \| \| Chionachne macrophylla \| \| \| \| \| \| Chionachne massiei \| \| \| \| \| \| Chionachne massii \| \| \| \| \| \| Chionachne punctata \| \| \| \| \| \| Chionachne semiteres \| \| \| \| |
|            | Chionachne biaurita |
|            | |
|            | Chionachne cyathopoda |
|            | |
|            | Chionachne gigantea |
|            | |
|            | Chionachne hubbardiana |
|            | |
|            | Chionachne javanica |
|            | |
|            | Chionachne macrophylla |
|            | |
|            | Chionachne massiei |
|            | |
|            | Chionachne massii |
|            | |
|            | Chionachne punctata |
|            | |
|            | Chionachne semiteres |
|            | |